# Panikångest
Panikångest eller paniksyndrom är en psykisk diagnos för en form av ångeststörningar, vilken återkommande ger oförutsedda panikattacker med hög ångestnivå. De psykiskt betingade attackerna uppkommer oberoende av situation och är därför oförutsedda, till skillnad från fobier vilka utlöses av vissa stimuli. Minst tre panikattacker under en period av tre veckor krävs för diagnosen panikångest.

## Orsak
Återkommande panikattacker utan synbart skäl är ett psykiskt problem som ofta har psykiska orsaker. Panikångest kan också uppstå till följd av en kroppslig sjukdom eller droger, som till exempel hypoglykemi, giftstruma, ämnesomsättningsrubbningar, vissa neurologiska sjukdomar, vissa hjärtsjukdomar, drogpåverkan (till exempel koffeinförgiftning, alkohol, amfetamin, kokain), abstinens vid substansmissbruk, vissa typer av mediciner och bieffekter vid utsättning av narkotikaklassade läkemedel.

### Psykologiska orsaker
Ett upplevt hot (vilket kan väckas av någonting i miljön eller av inre tankar, även om det går att säga att något i den yttre miljön väcker inre tankar) leder till ett ångestpåslag som i sin tur orsakar kroppssymtom (hjärtklappning, svettningar med mera). När dessa kroppssymtom sedan tolkas som någonting negativt blir de ett upplevt hot som då spär på ångestpåslaget ytterligare. Detta blir en ond spiral som leder till en ökande ångest som till slut kulminerar i en ångestattack.
En del av det kognitiva uppmärksamhetssyndromet (KUS) är hotmonitorering, vilket innebär att ha ett fokus på något som kan vara till skada (både fysisk och psykisk) för oss. KUS innebär även oro/ruminering och copingstrategier som slår tillbaka genom ett bibehållet fokus på det jobbiga/obehagliga. Oro inför situationer där en person kan uppleva ångest kan i sig väcka ångest och på så sätt bidra till den onda spiralen som beskrivs ovan. Att undvika dessa situationer är en copingstrategi som slår tillbaka genom att personen fortsätter hålla fokus på något som väcker oro (vilket är hotmonitorering).
Genom att man inte går in i KUS ges den onda spiralen ingen möjlighet att dra igång. Detta görs genom att fråga sig om tankarna för med sig nånting bra, om tankarna är sanna eller om tankarna verkligen är okontrollerbara (allt beroende på personen). Sedan kan tankarna ses som tankar som man inte behöver engagera sig i; en hjälpande metafor kan vara att se tankar som en ringande telefon som inte behöver svaras på, eller som bakgrundsbrus. När tankarna inte får vidare uppmärksamhet (notera att de fortfarande kan dyka upp ibland) ersätts de snart av nästa spontana tanke som dyker upp, vilket medför att de ångestväckande tankarna inte får tillräckligt fäste för att orsaka betydande ångest. Samma teknik används för alla delar av KUS: oro, hotmonitorering och val av situation (copingstrategi).
Det krävs både ångest och oro för ens fysiska eller psykiska tillstånd för att det ska bli en full panikattack.

## Symtom
Panikångest yttrar sig som en plötslig ångestattack med hög grad av panik, oro, inadekvat rädsla eller nervositet, vilken vanligtvis varar några minuter. Vanlig ångest kan komma smygande och pågå en längre tid, medan panikångest uppkommer mycket plötsligt, utan förvarning. Ångestattacken visar sig som andra ångeststörningar, med ett påslag av perifera nervsystemet, vilket kan ge palpitationer, darrningar, yrsel, svårigheter att andas (dyspné eller takypné), svettningar (hyperhidros), rodnad, med mera, men de individuella variationerna är stora. Attacken går i vissa fall över när personen ger sig av från platsen där den utlösts. Efter attacken kan personen ha en stark rädsla för att en liknande attack skall återkomma. 
Personen kan på grund av dessa symtom plötsligt bli rädd för att dö, bli galen eller för att förlora självkontrollen, trots att det inte finns någon objektiv grund för sådan rädsla. För att diagnosen skall ställas krävs att personen upplevt detta några gånger under några månader, och att attackerna inte, som vid fobier, uteslutande framkallas av särskilda stimuli.
Den höga ångestnivån kan leda till dissociation, depersonalisation och derealisation, det vill säga overklighetskänslor ifråga om omgivningen, sig själv eller vad som är verkligt.
Om samma symtom uppkommer till följd av stora folkmassor som av att åka hiss eller buss, kan det vara en social fobi, klaustrofobi eller torgskräck. Panikångesten kan leda till rädsla för att en ny panikattack ska utlösas offentligt varför många drabbade undviker folkmassor eller sociala situationer, vilket betyder att panikångest kan leda till social fobi och agorafobi.
Symtomen från panikångest kan uppkomma av orsaker som inte ursprungligen är psykiska, till exempel vid en allvarlig fysisk sjukdom, systemiska sjukdomar, akut stress, drogmissbruk eller smärta. I synnerhet symtom från hjärtat måste alltid utredas, även om personen tidigare haft panikångest.

## Behandling
Enligt Socialstyrelsen i Sveriges nationella riktlinjer från år 2010 skall paniksyndrom i första hand behandlas med kognitiv beteendeterapi (KBT), i andra hand med antidepressiva läkemedel och i tredje hand med internetterapi.

### Kognitiv beteendeterapi
Behandlingen med KBT består bland annat av att ifrågasätta innehållet i de föreställningar en patient har om situationerna som väcker ångest och att testa de situationerna för att se om föreställningarna stämmer. En metaanalys har gjorts för att testa de olika komponenternas effekt och kommit fram till att interoceptiv exponering var associerat med bättre resultat. Muskelavslappning och exponering genom virtual reality var associerat med sämre resultat. Andningsövningar och exponering in vivo upplevdes positivt av patienterna men hade liten verklig effekt.

## Prognos
Livstidsprevalensen i en amerikansk undersökning från 1994 var 3,5 procent. I Sverige har cirka 2,2 procent av befolkningen paniksyndrom under en 12-månadersperiod. Paniksyndrom med agorafobi verkar vara vanligare bland kvinnor än bland män.